# Torna a Surriento
"Torna a Surriento" ("Trở về Surriento") là một bài hát tiếng Napoli có phần nhạc được cho là được sáng tác vào năm 1902 bởi Ernesto De Curtis, phần lời do anh trai ông là Giambattista De Curtis đặt. Một trong số các bản bằng tiếng Anh là do Claude Aveling đặt lời, tựa đề là "Come Back to Sorrento". Nhạc sĩ Mạnh Phát và Phạm Duy, mỗi người tự đặt lời tiếng Việt cho bài hát nhưng đều lấy tựa đề là "Trở về mái nhà xưa". Rất nhiều nghệ sĩ đã biểu diễn "Torna a Surriento". Nghệ sĩ Trung Kiên cũng đặt lời Việt, và lấy tên "Trở về Surriento".

## Lịch sử bài hát
Giambattista là một nhà thiết kế nội thất khách sạn khi đến Surriento. Người ta cho rằng bài này được sáng tác theo yêu cầu của Guglielmo Tramontano - một người bạn của Giambattista. Năm 1902, Tramontano đương là thị trưởng đô thị Sorrento (tên tiếng Napoli: Surriento) của Italia, đồng thời sở hữu một khách sạn trong thành phố. Năm đó Thủ tướng Giuseppe Zanardelli có trú lại tại khách sạn của ông, vì lẽ đó người ta cho là bản nhạc ra đời để chào mừng thủ tướng đó.
Một số người cho rằng bài hát này là lời kêu gọi Zanardelli giữ lời hứa giúp đỡ thành phố nghèo khổ Sorrento, đặc biệt là cần một hệ thống cống rãnh. Bài hát phản ánh vẻ đẹp tuyệt vời của môi trường xung quanh thành phố và tình yêu và niềm đam mê của người dân. Các nghiên cứu gần đây cho thấy rằng bài hát có thể chỉ được làm lại cho dịp này; Các tài liệu gia đình chỉ ra rằng 2 anh em đã gửi một bản sao tới Hiệp hội các Tác giả và Biên tập viên của Ý năm 1894, tám năm trước khi họ tuyên bố đã viết nó.
 Một phiên bản của bài hát này cũng được in trong Celebri canzoni di Ernesto De Curtis ("Các bài hát chào mừng của Ernesto De Curtis") năm 1894.